# Ґродзіськ (Седлецький повіт)
Ґродзіськ (пол. Grodzisk) — село в Польщі, у гміні Збучин Седлецького повіту Мазовецького воєводства.
Населення — 193 особи (2011).
У 1975-1998 роках село належало до Седлецького воєводства.

## Демографія
Демографічна структура станом на 31 березня 2011 року:
|          | Загалом | Допрацездатний вік | Працездатний вік | Постпрацездатний вік |
| -------- | ------- | ------------------ | ---------------- | -------------------- |
| Чоловіки | 93      | 22                 | 54               | 17                   |
| Жінки    | 100     | 18                 | 53               | 29                   |
| Разом    | 193     | 40                 | 107              | 46                   |